# Казанова-Лонаті
Казанова-Лонаті (італ. Casanova Lonati) — муніципалітет в Італії, у регіоні Ломбардія,  провінція Павія.
Казанова-Лонаті розташована на відстані близько 450 км на північний захід від Рима, 45 км на південь від Мілана, 11 км на південний схід від Павії.
Населення — 460 осіб (2014).
Щорічний фестиваль відбувається у понеділок після третьої неділі вересня. Покровитель — Beata Vergine Maria del Monte Carmelo.

## Демографія
Населення за роками:

Станом на 1 січня 2023 року в муніципалітеті офіційно проживало 60 іноземців з 13 країн, серед них 21 громадянин країн Євросоюзу та 19 громадян України.

## Сусідні муніципалітети
- Альбаредо-Арнабольді
- Барб'янелло
- Меццаніно
- Пінароло-По
- Верруа-По